# GAZ-AAA
Der GAZ-AAA (russisch ГАЗ-ААА) ist ein leichter Lkw, der von GAZ in den Jahren 1934/35–1944 produziert wurde und unterhalb des ZIS-6 angesiedelt war. Es handelt sich bei dem Modell um die dreiachsige Version des GAZ-AA. Die Lastwagen wurden größtenteils von der Roten Armee genutzt, kamen jedoch auch zivil zum Einsatz. Unter der Bezeichnung GAZ-05-193 wurden einige wenige Fahrzeuge mit Omnibuskarosse gefertigt.

## Fahrzeuggeschichte

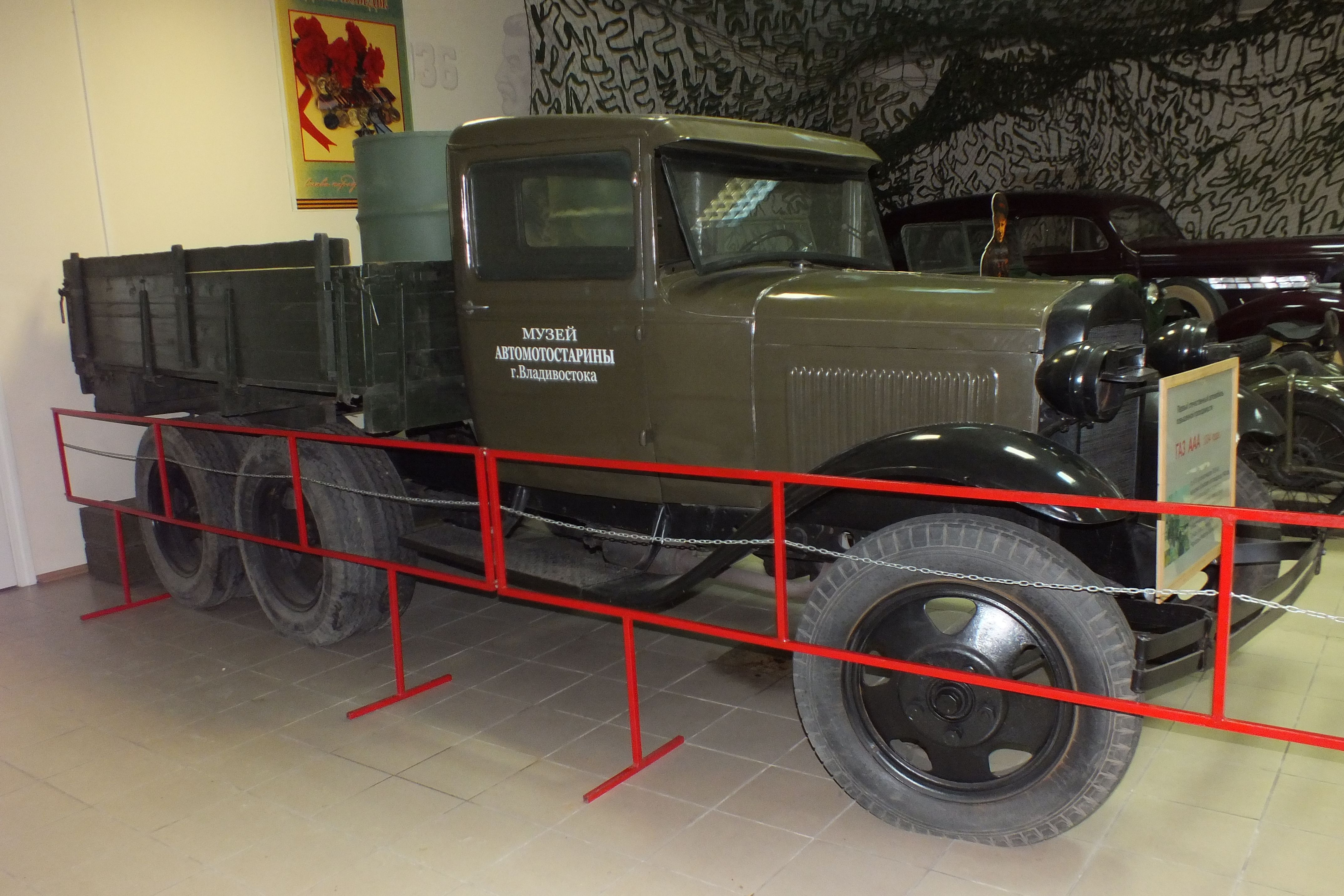
GAZ-AAA in einem Museum in Wladiwostok (2014)

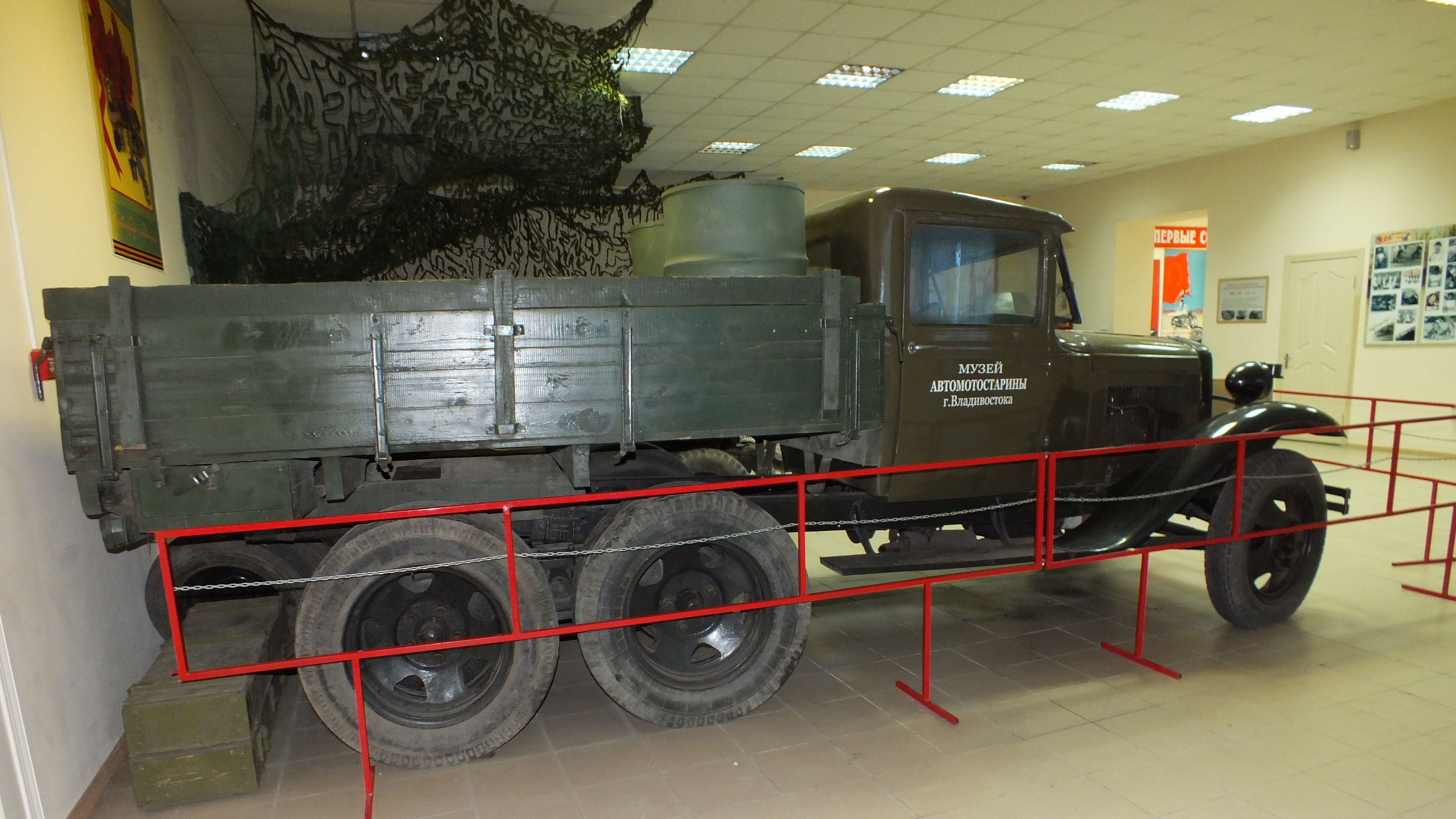
Seitenansicht des Fahrzeugs in Wladiwostok

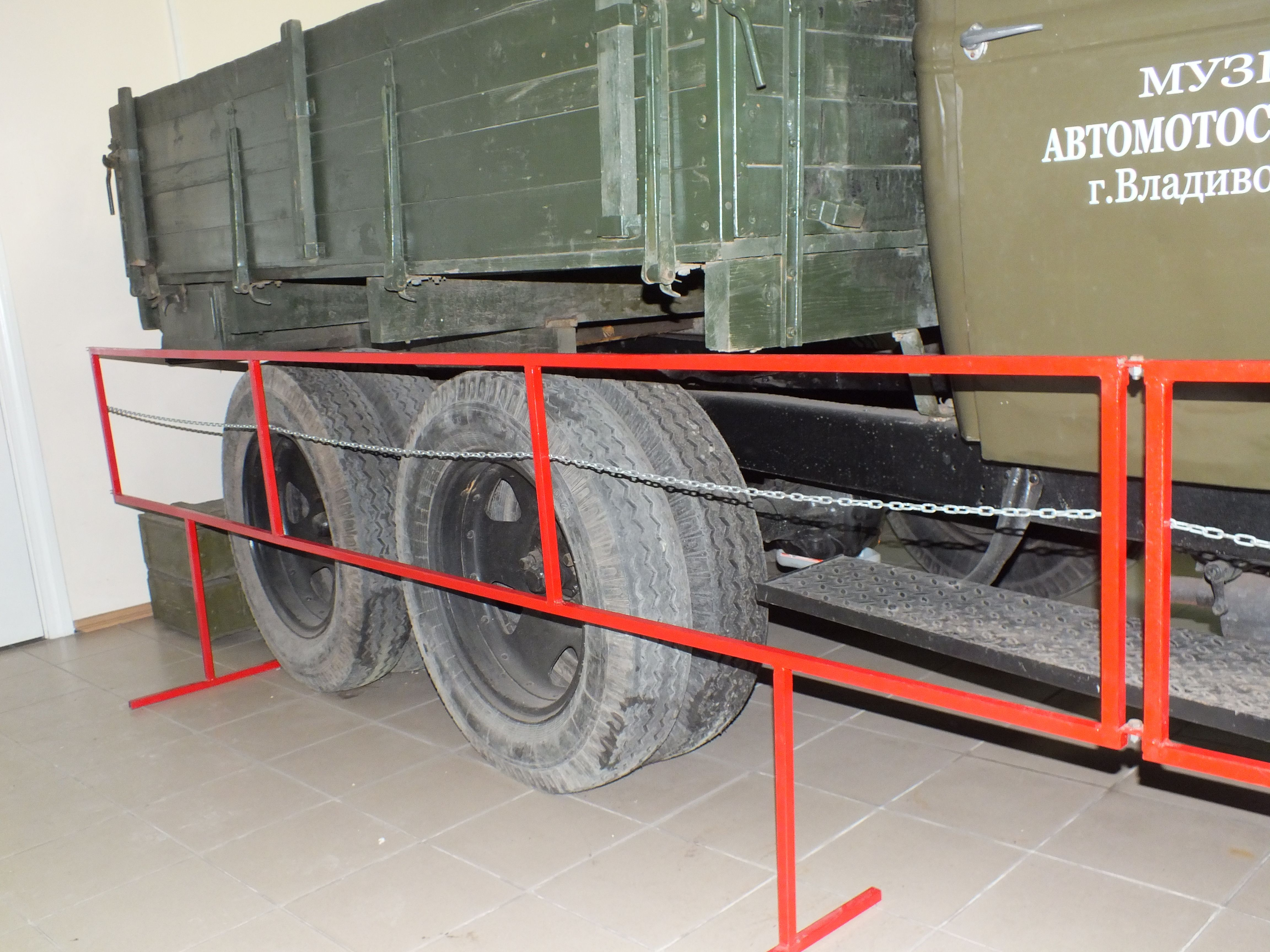
Sicht auf die Doppelachse des Lastwagens

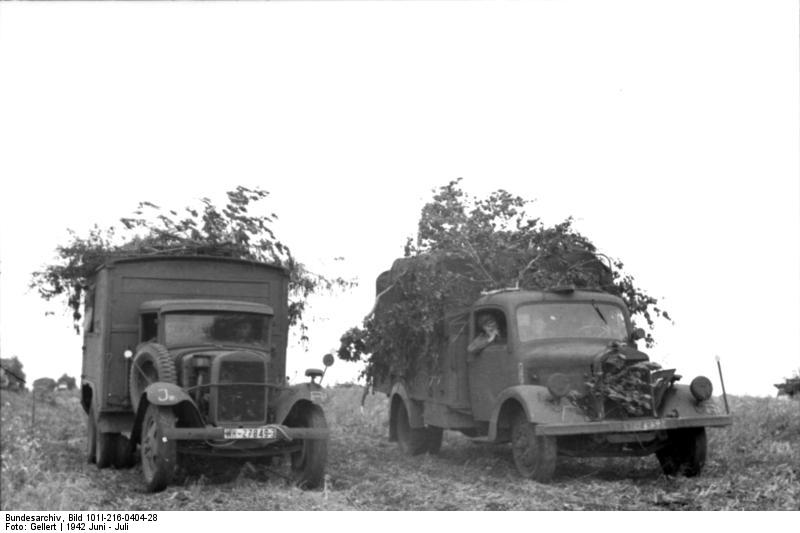
GAZ-AAA in Russland (Juni 1942), daneben ein Mercedes-Benz L 3000

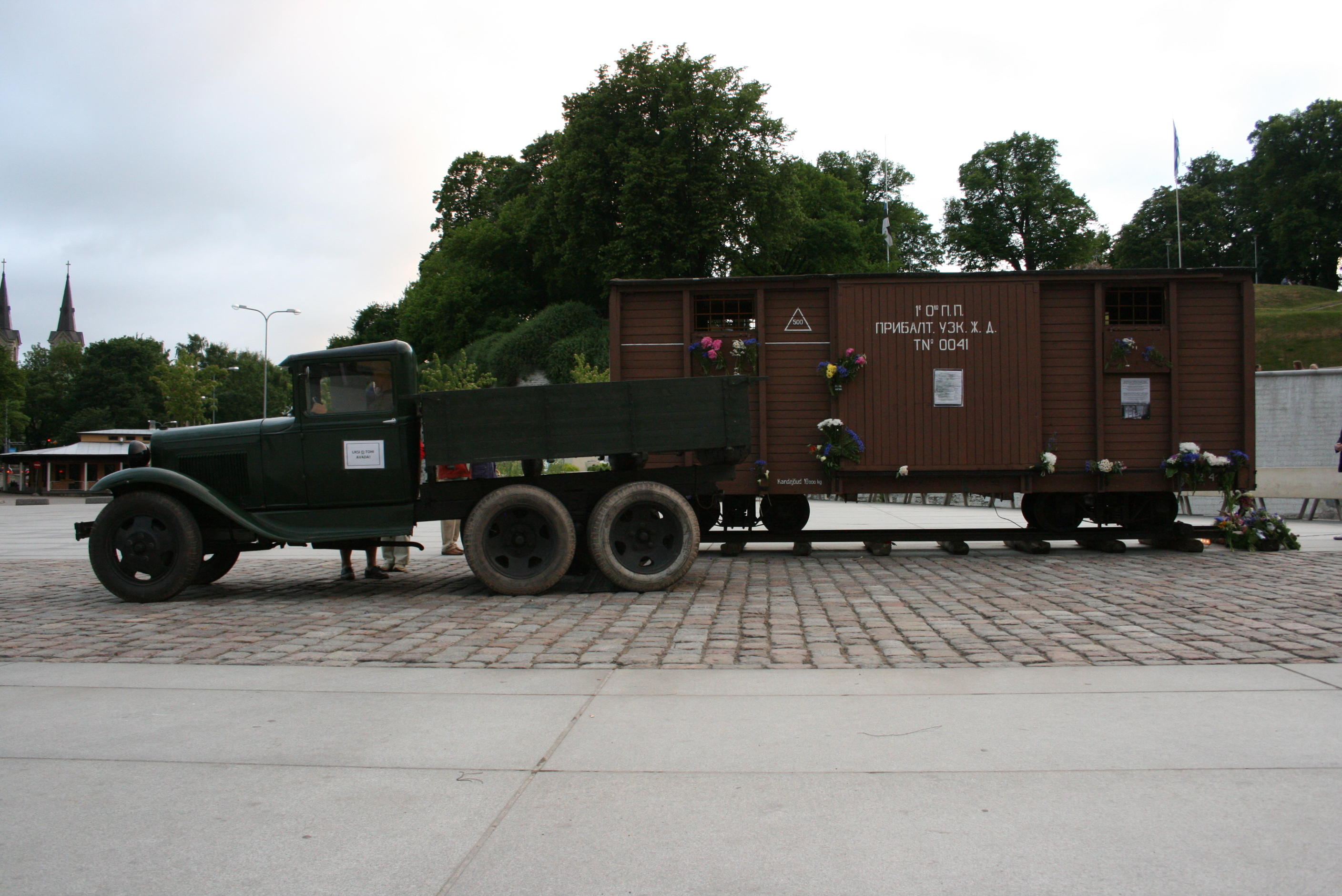
GAZ-AAA mit Pritsche in Tallin (2011)

In den 1930er Jahren bestand bei der Roten Armee ein erheblicher Bedarf nach geländefähigen Lastwagen. Sowohl GAZ als auch das Sawod imeni Stalina entwarfen Halbkettenfahrzeuge, die jedoch nicht in Serie gingen oder nur in kleinen Stückzahlen gebaut wurden. Daraufhin entwickelte man bei NATI, einem Institut für Fahrzeugbau, aus dem leichten Lastwagen GAZ-AA den GAZ-AAA. Die Konstruktion orientierte sich dabei an Entwürfen von Ford und der Timken Company. Wesentlichste Änderung war das Hinzufügen der zweiten Hinterachse, welche ein höheres Gesamtgewicht des Fahrzeugs und besseren Vortrieb im Gelände ermöglichte. Die Aufhängung wurde als Doppelachsaggregat ausgeführt. Zusätzlich wurde ein zweistufiges Untersetzungsgetriebe eingebaut, um die Zugkraft zu verbessern. Dadurch standen 8 Vorwärts- und 2 Rückwärtsgänge zur Verfügung.
Bis 1932 wurden unter wechselnden Bezeichnungen insgesamt vier Prototypen gebaut und erprobt. 1933 wurde unter der Bezeichnung GAZ-30 offiziell die Serienfertigung empfohlen. Da das Werk in Gorki jedoch mit der Fertigung des zweiachsigen GAZ-AA ausgelastet war, dauerte es bis Ende 1934, eh die Montagebänder so weit umgerüstet waren, dass die Serienproduktion beginnen konnte. Die Auslieferung erfolgte ab 1935. Ab diesem Zeitpunkt wurde das Fahrzeug als GAZ-AAA bezeichnet, der Name GAZ-30 blieb jedoch noch eine Weile parallel bestehen.
1937 wurde das Fahrzeug das erste Mal technisch überarbeitet. Es erhielt den 50-PS-Motor und das Getriebe des GAZ-M1, zuvor war die 40-PS-Maschine des GAZ-AA eingebaut worden. Außerdem wurde die Betriebsbremse nun zentral an der Ausgangswelle des Untersetzungsgetriebes montiert. Außerdem konnte ein Zusatztank bestellt werden. Für die Armee wurden Fahrzeuge speziell mit Ganzmetallpritschen und verstärkten Vorderachsen ausgeliefert, die als GAZ-AAA-1 bezeichnet wurden. Über die Jahre wurden die Fahrzeuge vereinfacht, insbesondere aufgrund der Materialknappheit der 1940er-Jahre. So wurde das Dach aus Leinwand und die Türen aus Holz hergestellt, die Schutzbleche vereinfacht und der rechte Scheinwerfer eingespart. Ein ähnliches Vorgehen gab es auch beim GAZ-AA und beim ZIS-5.
1940 und 1941 waren die Jahre mit den meisten gebauten GAZ-AAA mit 7319 bzw. 7805 Exemplaren. Danach fielen die Zahlen kriegsbedingt stark. Die letzten 57 Fahrzeuge wurden Anfang 1944 montiert. Danach wurde die Fertigung aufgrund des komplexere Antriebsstrangs und des voranschreitenden Kriegsgeschehens eingestellt. Das Herstellerwerk war 1943 bombardiert worden, wodurch die Produktionsanlagen beschädigt wurden. Nach dem Krieg wurden die Lkw beim Militär durch den GAZ-63 mit ähnlicher Nutzlast und Allradantrieb (4×4) ersetzt. Bei GAZ wurden, abgesehen von Prototypen, keine Fahrzeuge mit der Antriebsformel 6×4 mehr gebaut. Insgesamt wurden 37.373 GAZ-AAA aller Varianten produziert, wovon das Werk etwa ⅔ mit Pritsche auslieferte.
Der Lastwagen wurde vom Hersteller sowohl für den zivilen als auch den militärischen Markt angeboten. Mit einem Neupreis von 9500 Rubel – gegenüber 5763 Rubel für einen zweiachsigen GAZ-AA – war das Fahrzeug jedoch relativ teuer. Erschwerend kam für den zivilen Absatz hinzu, dass der größere ZIS-6 mit 10.000 Rubel nur unwesentlich mehr kostete. Dennoch wurden Fahrzeuge neu an zivile Abnehmer ausgeliefert, insbesondere an die Bauwirtschaft, wo sie meistens mit Spezialaufbauten versehen wurden. Für einfache Transportaufgaben nutzte man dort billigere, zweiachsige Lkw. Außerdem existiert eine historische Fotografie eines Feuerwehrfahrzeugs auf einem GAZ-AAA-Fahrgestell. Die Rote Armee als Hauptabnehmer nutzte sie hauptsächlich zum Transport von und als Lafette für Waffen, was zur Folge hatte, dass die Fahrzeuge im Krieg schnell verloren gingen. Längere Einsatzzeiten erreichten nur die Lastwagen, die als Werkstattwagen genutzt wurden. Außerdem wurden auch hier diverse Spezialaufbauten auf den GAZ-AAA verlastet, darunter Radarstationen und Flugfeldtankwagen. Das militärische Einsatzspektrum ähnelte dem des ZIS-6.
Auf Basis des GAZ-AAA gab es einen Versuch, einen dreiachsigen Lastwagen mit Allradantrieb herzustellen. Auch dieses Projekt endete kriegsbedingt nach der Fertigung eines Prototyps, der als GAZ-33 bezeichnet wurde. Das gepanzerte Aufklärungsfahrzeug BA-10 basierte auf dem Fahrgestell des GAZ-AAA.
Trotz der Stückzahl von über 37.000 produzierten Fahrzeugen, was den GAZ-AAA zum meistproduzierten Lkw seiner Art weltweit in den 1930er- und 1940er-Jahren machte, sind heute nur noch wenige Exemplare erhalten. Eines davon ist das Fahrzeug, das auf dieser Seite (Farbfotografien) abgebildet ist. Seit 1992 befindet es sich im Besitz eines Automobilmuseums in Wladiwostok. Es war 1946 auf dem Seeweg in das Dorf Amgu gebracht worden, welches an der russischen Küste des Japanischen Meeres, 750 Kilometer nördlich von Wladiwostok, liegt. Dort wurde der Lastwagen bis 1956 zur Versorgung eines Leuchtturms eingesetzt, dann als defekt abgestellt. Im Tausch gegen einen GAZ-52 gelangte das Fahrzeug an das Museum, wurde restauriert und ist seitdem ausgestellt.

## GAZ-05-193
Unter der Bezeichnung GAZ-05-193 wurde auf dem Fahrgestell des GAZ-AAA eine geschlossene Buskarosserie aufgebaut. Es handelte sich nicht um einen Omnibus im eigentlichen Sinne, da nur neun Sitzplätze verbaut wurden. Vielmehr wurde das Fahrzeug zu Spezialzwecken genutzt. Produziert von 1936 bis 1945 entstanden so 237 Fahrzeuge dieses Typs. Auch hier traten die schon oben beschriebenen Vereinfachungen ab 1942 in Kraft. Die technischen Daten entsprachen weitestgehend denen des GAZ-AAA. Geändert wurden jedoch die äußeren Abmessungen (Länge 5300 mm, Breite 2100 mm) aufgrund der geänderten Karosserieform. Das Leergewicht erhöhte sich auf 3140 Kilogramm.
Ein optisch wie technisch sehr ähnliches Fahrzeug war der GAZ-03-30, ein ziviler Omnibus auf Basis des Zweiachsers GAZ-AA.

## Technische Daten
Für den GAZ-AAA mit Pritschenaufbau, soweit bekannt.
- Motor: Vierzylinder-Ottomotor
- Hubraum: 3285 cm³
  - Bohrung: 98,43 mm
  - Hub: 107,95 mm
- Leistung:
  - vor 1937: 40 PS (29,5 kW)
  - ab 1937: 50 PS (37 kW) bei 2800 Umdrehungen pro Minute, 42 PS (31 kW) bei 2600 Umdrehungen pro Minute
- Höchstgeschwindigkeit beladen: 55 km/h, ab 1937: 65 km/h
- Treibstoffverbrauch: 25 bis 27 l/100 km
- Tankinhalt: 60 + 40 l
- Getriebe: mechanisch, 4 Gänge vorwärts + 1 rückwärts
- Untersetzungsgetriebe: mechanisch, zweistufig
- Bremsen: mechanisch
- Antriebsformel: 6×4
- Reifengröße: 6,00-20"

Maße und Gewichte
- Länge: 5335 mm
- Breite: 2040 mm
- Höhe: 1970 mm
- Radstand: 3200 mm + 940 mm
- Spurweite vorne: 1405 mm
- Spurweite hinten: 1600 mm
- Bodenfreiheit: 230 mm
- Zuladung: 2000 kg (1500 kg auf unbefestigter Straße)
- Leergewicht: 2475 bis 2500 kg[11]
- Zulässiges Gesamtgewicht: 4475 oder 4500 kg
- Achslast vorne: 750 kg (beladen und unbeladen gleich)
- Achslast hinten: 1750 kg unbeladen, 3750 kg beladen